# La mamá y la puta
La mamá y la puta es un drama francés de 1973 dirigido por Jean Eustache y protagonizado por Jean-Pierre Léaud, Françoise Lebrun y Bernadette Lafont.
Se trata del primer largometraje de Jean Eustache, y está considerado como un trabajo clave del cine post-Nouvelle vague francesa. Es indudablemente su película más famosa y un trabajo transgresor en la historia del cine francés. Ésta fue la película que lo presentó a un público más amplio.
Su segundo largometraje, Mes petites amoureuses (1974), que había intentado hacer anteriormente, pudo comenzar su producción gracias al éxito de La mamá y la puta.
Se trata de un tipo de narrativa verbal, que se traduce en tres horas y cuarenta minutos donde se habla desesperadamente del amor, las relaciones, los hombres y las mujeres.

## Sinopsis
Alexandre es un joven burgués, cínico y egoísta que vive en París. Se encuentra en un fase nihilista de su existencia: no estudia, no trabaja y apenas se interesa por los libros o por la música. Lo único que le interesa son las mujeres y, además, vive a su costa. Poco a poco va formando con Marie y Veronika, a pesar de la inicial resistencia de ambas, un atípico 'menage à trois', que, para él, es absolutamente satisfactorio porque representa un equilibrio entre lo sexual, lo maternal y lo material. Al mismo tiempo, es capaz de mantenerse al margen de los sentimientos de frustración o malestar que su conducta pueda provocar en sus amantes.

## Argumento
Alexandre vive en casa de Marie, su amante. Un día se levanta y decide ir a ver a su antigua novia, Gilberte, para pedirle matrimonio, pero ella ni siquiera se toma en serio la petición. Más tarde, Alexandre se encuentra con un amigo en el café Les Deux Magots y antes de irse le pide el número a una chica que estaba en la terraza.
Al día siguiente, en casa de Marie, llama a la chica que conoció en el café, una enfermera llamada Veronika.
Rápidamente establece una relación con ella a la vez que con Marie, pero sin ocultar en ningún momento nada a ninguna de las dos. De esta forma, se establece un extraño triángulo amoroso entre ellos que a Alexandre nunca le supone problema. Después de que las dos mujeres toleren esta situación durante un tiempo, tarde o temprano Alexandre deberá elegir entre una de las dos. De aquí viene el nombre impactante de la película: debe elegir entre la comodidad y la familiaridad de Marie (la mamá) o la pasión y la novedad de Veronika (la puta).

## Producción
El rodaje fue realizado con diferentes productoras con un presupuesto de 700.000 francos.
Jean-Pierre Léaud, el protagonista, afirma que Jean Eustache era muy exigente y esperaba que los actores memorizasen el texto palabra a palabra. Se trata de una exigencia aún mayor si consideramos los abundantes monólogos con textos muy largos y densos de temas profundos. Comenta además que estas escenas las debían grabar en una sola toma.
La película entera se grabó en París y se hace mención de varios lugares famosos, entre ellos el café Les Deux Magots donde Alexandre encuentra a Veronika, el Café de Flore y los jardines de Luxemburgo.

## Premios
- Gran premio del jurado(Jean Eustache) dentro del Festival de Cannes de 1973[5]
- Premio FIPRESCI[5]